# 瓦拉瓦拉尼山
17°25′19″S 69°39′44″W / 17.42194°S 69.66222°W
瓦拉瓦拉尼山（Warawarani），是秘魯的山峰，位於該國南部塔克納大區的塔克納省，屬於安第斯山脈的一部分，處於胡庫里山以南，海拔高度約5,200米。